# Samische Sibylle

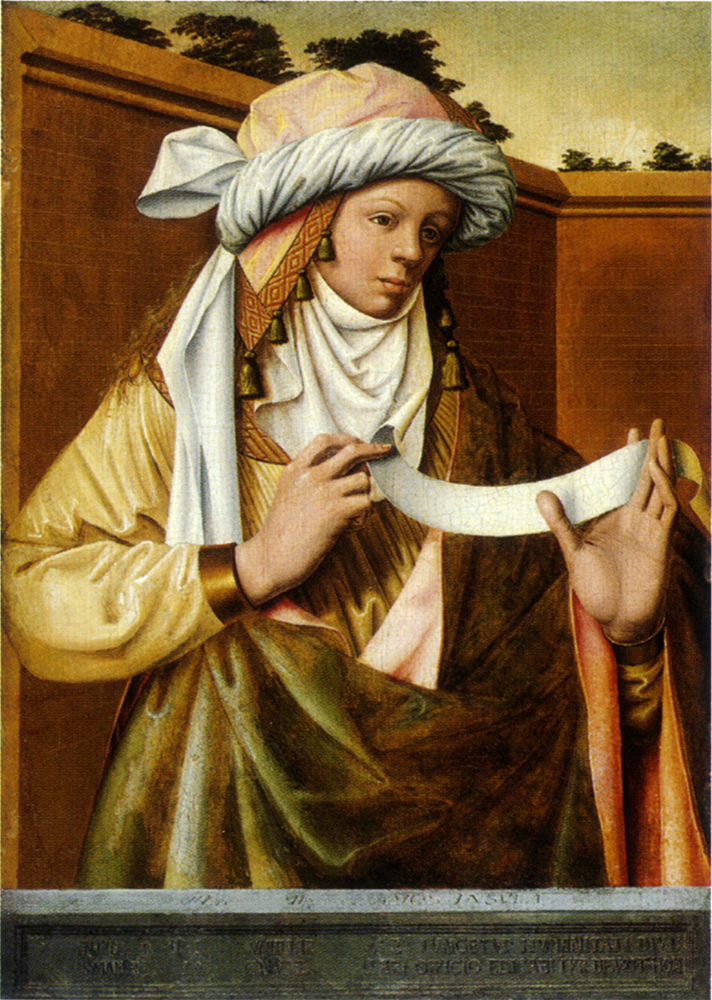
Samische Sibylle (Ludger tom Ring d. J., 1522–1584, LWL, Münster)

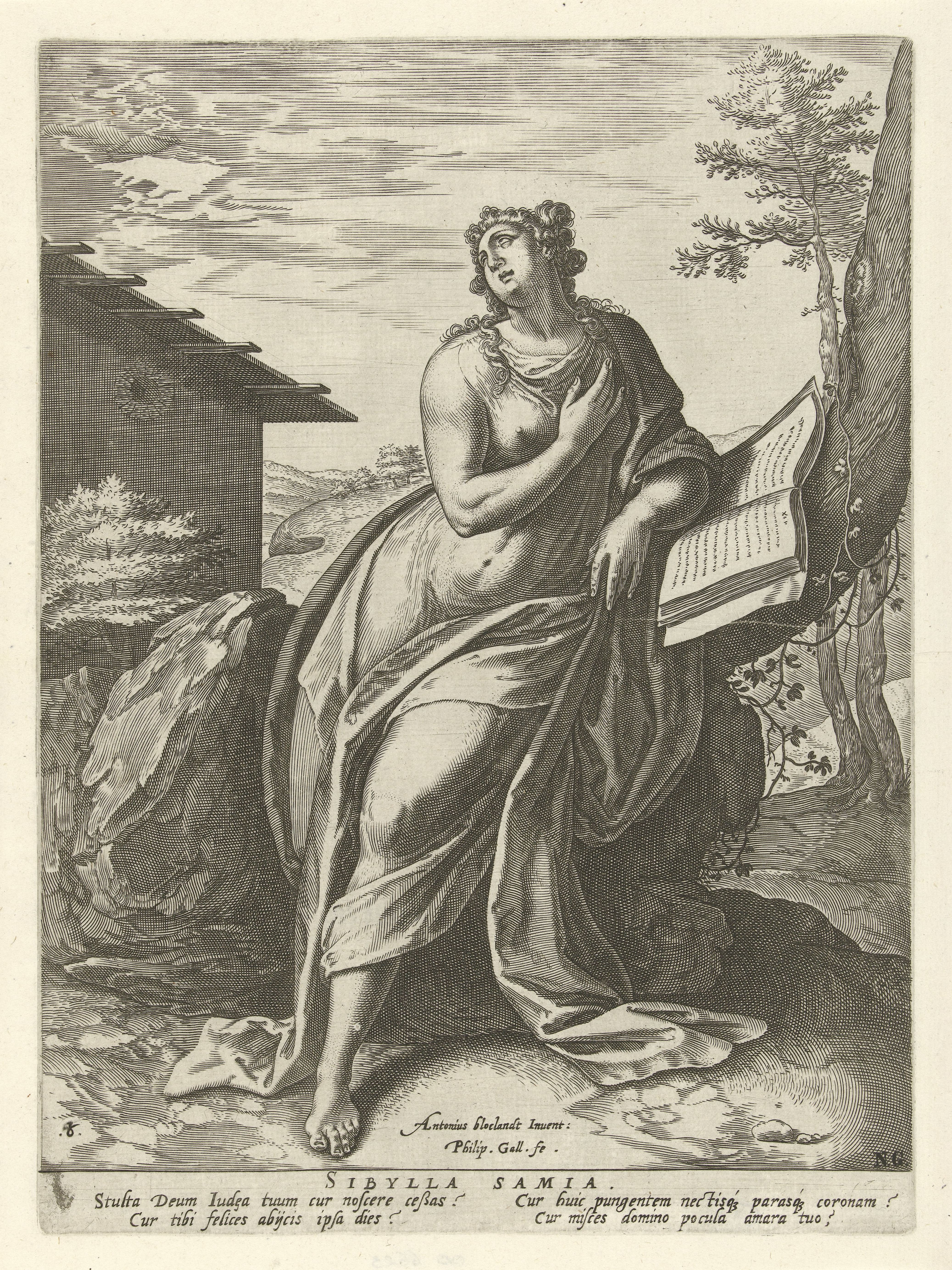
Samische Sibylle (Stich von Philip Galle)

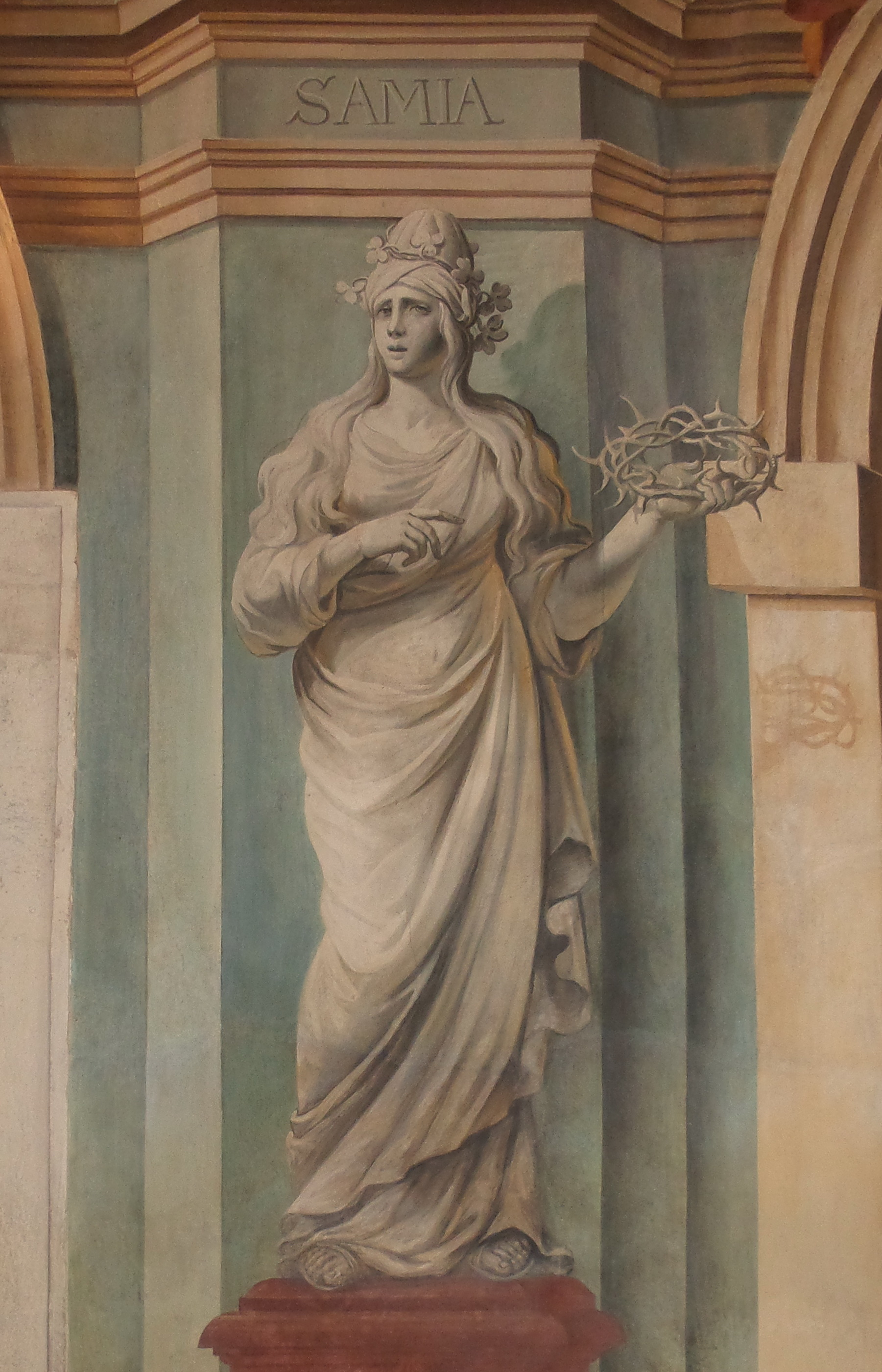
SAMIA, eine von zwölf Sibyllen in der Stiftskirche Vorau von J.C. Hackhofer

Die Samische Sibylle ist eine der nach dem römischen Historiker Varro von Lactantius unterschiedenen zehn Sibyllen, die jeweils mit einem geographischen Epitheton versehen sind.
Der Ort des Orakels der Samischen Sibylle war nach antiker Legende die Insel Samos vor der Küste Kleinasiens. Außer zuvor bei Tacitus findet sich jedoch in anderen erhaltenen Quellen der griechischen und römischen Antike kaum ein direkter Hinweis auf eine Sibylle besonders auf dieser Insel.
In Anlehnung an Laktanz verstanden christliches Mittelalter und Renaissance die Samische Sibylle als eine den Propheten fast gleichzustellende pagane Verkünderin einer Gotteserwartung. In der Kunst der Gotik und Renaissance wird die Samische Sibylle meist in Anlehnung an die Auflistung nach Varro als eine in einer Reihe von Sibyllen dargestellt, oft in Gegenüberstellung zu einer oft gleichen Anzahl von Propheten des Alten Testaments. In der wohl bekanntesten bildlichen Darstellung von fünf Sibyllen des Michelangelo im Fresko an der Decke der Sixtinischen Kapelle ist jedoch keine ‘Samia’ enthalten.
In zahlreichen anderen Gruppen von Sibyllen findet sich jedoch ab und zu eine namentlich bezeichnete ‘Samia’, so zum Beispiel an folgenden Orten:
- Ulm, gotische Halb-Plastik im Chorgestühl des Ulmer Münsters, als eine von zehn Sibyllen, im Gesamtkunstwerk mit zahlreichen antiken Gelehrten und Propheten
- Siena, Mosaik der Renaissance im Fußboden des Domes, als eine in einem Bildzyklus verschiedener Sibyllen
- Genua, barockes Deckenfresko in der Basilica di Santa Maria Assunta
- Vorau, barockes Fresko an der rechten Seitenwand der Vorhalle in der Stiftskirche Vorau, als eine der zwölf Sibyllen im Bildzyklus verschiedener Sibyllen

In der mittelalterlichen Schedelschen Weltchronik ist ein coloriertes Bild einer ‘Sibilla samia’ als eine von zwölf Sibyllen abgedruckt.